# Разчетна единица
Разчетна единица в икономиката и счетоводството ) е стандартна монетарна мерна единица на пазарната стойност на стоките, услугите и други трансакции. Известна също като „мярка“ или „стандарт“ на относителна стойност и отложено плащане, разчетната единица е необходима предпоставка за формулирането на търговски договор, който включва дълг. За да може да функционира като разчетна единица, това, което се използва като пари, трябва да бъде:
- делимо на по-малки единици без загуба на стойност (например благородните метали могат да се изработват във вид на монети от кюлчета, а монетите да се претопяват отново в кюлче);
- взаимозаменяемо: всяка единица е еквивалентна на всяка друга (затова диамантите, произведенията на изкуството или имоти не са подходящи като пари;
- лесна проверимост на стойността (чрез специфично тегло, размер и др). Например, монетите обикновено имат специално нарязан ръб, така че всяко отнемане на материал да се забележи лесно.

Като разчетно средство парите играят решаваща роля в децентрализираната икономика. Те са удобно средство за обявяване и спазаряване на цените и изобщо за измерване на икономическите явления. Така те са аналог на мерните единици в други области на науката и познанието.